# 40441 Jungmann
40441 Jungmann è un asteroide della fascia principale. Scoperto nel 1999, presenta un'orbita caratterizzata da un semiasse maggiore pari a 2,5448049 UA e da un'eccentricità di 0,2563540, inclinata di 6,88263° rispetto all'eclittica.